# Теніз
Тені́з (каз. Теңіз) — село у складі Курмангазинського району Атирауської області Казахстану. Адміністративний центр Тенізького сільського округу.
У радянські часи село називалось Теляче або Приморське. До 2022 року село називалось Примор'є.
Населення — 1547 осіб (2021; 1333 у 2009, 1248 у 1999, 1069 у 1989).